# Mekarwangi (Haurwangi)
Mekarwangi is een bestuurslaag in het regentschap Cianjur van de provincie West-Java, Indonesië. Mekarwangi telt 4832 inwoners (volkstelling 2010).